# Ващенко, Виталий Васильевич
Вита́лий Васи́льевич Ва́щенко (эст. Vaštšenko Vitali; 16 мая 1977, Кохтла-Ярве, СССР) — эстонский футболист, который играл на позиции защитника. Детский тренер футбольного клуба «Ноова».

## Карьера

### Игрока
Виталия Ващенко в футбольную школу города Кохтла-Ярве привел в восьмилетнем возрасте его отец Василий Ващенко, который был вратарем футбольного клуба «ЭСТОНИЯ». Первым тренером в детско-юношеском футболе был Александр Иванович Тихомиров. Свою профессиональную карьеру Виталий Ващенко начал в 1995 году в йыхвиском футбольном клубе «Еести Пылевкиви», позднее перешел в «Нарва-Транс», за который играл в высшей лиге Эстонии. С 2000 по 2002 год Ващенко защищал цвета команды премиум лиги Эстонии «Лоотус» из Кохтла-Ярве, а потом пять сезонов провел в третьем финском чемпионате с командой «Спортинг Кристина» из Кристийнанкаупунки. После Финляндии защитник вернулся в клуб «Лоотус», в котором завершил карьеру игрока в 2010 году.

### Тренерская
В феврале 2018 года стал тренером детской команды йыхвиского клуба «Феникс». В апреле этого же года получил тренерскую лицензию категории «D» Эстонского футбольного союза, а в октябре уже тренерскую лицензию категории «C». В июле 2019 года получил лицензию УЕФА Б. С 2020 года стал членом правления детского футбольного клуб «Ноова».